# Over Mijn Lijk
Over Mijn Lijk is een televisieprogramma van BNNVARA. In het programma wordt voor langere tijd een aantal ongeneeslijk zieke jongeren (met onder andere verschillende vormen van kanker) gevolgd.
Zowel in 2006 als in 2008 was Over Mijn Lijk met een 8,5 het door het publiek bestgewaardeerde programma van de Nederlandse Publieke Omroep (NPO) van dat seizoen. Wekelijks keken ongeveer 550.000 mensen. Ook won Over Mijn Lijk een Gouden Beeld als beste informatieve programma van 2006.
De eerste twee seizoenen werden gepresenteerd door Patrick Lodiers. Het derde seizoen van Over Mijn Lijk werd gepresenteerd door Yvon Jaspers, waarna Lodiers de presentatie van het vierde en het vijfde seizoen opnieuw voor zijn rekening nam. Het zesde en het zevende seizoen werden door Valerio Zeno gepresenteerd. In september 2018 werd bekend dat Tim Hofman de presentatie van het programma vanaf het achtste seizoen zou overnemen, na de breuk tussen BNNVARA en Valerio Zeno.
Van de seizoenen zijn de volgende kandidaten anno februari 2025 nog in leven: Mehtap uit seizoen 4, Chelsea uit seizoen 6, Alex uit seizoen 8, Jip en Roy uit seizoen 9 en Jegor en Maaike uit seizoen 10. Methap is gaan studeren. Zij was 15 jaar ten tijde van de opnames voor het programma.

## In andere landen

### België
De Vlaamse zender één heeft inmiddels een eigen versie van het programma gemaakt. Doodgraag leven wordt gepresenteerd door Kobe Ilsen en ging van start op dinsdag 21 oktober 2008.

### Zweden
In Zweden is er in 2008 één seizoen geweest van een gelijkaardig programma, met de titel "De hemel kan wachten". De deelnemers waren gemiddeld ouder, en de deelnemers hadden wel allen een dodelijke ziekte, maar hoefden niet ongeneeslijk ziek te zijn. Slechts een van hen kwam tijdens het programma te overlijden, een in 2009, een in 2015. En twee leven nog steeds, de jongste deelneemster (toen 26) was alleen tijdens het eerste half jaar van de opnames nog in behandeling, ze werd in 2012 - 5 jaar na de laatste behandeling - gezond verklaard en zou ondertussen (2015) de moeder van een tweeling zijn.

## Prijzen

### Gouden Televizier-Ring
In september 2020 werd bekendgemaakt dat het programma tot de laatste drie genomineerde hoort bij het Gouden Televizier-Ring Gala 2020. Het programma won uiteindelijk de Gouden Televizier-Ring met 63% van de totale stemmen. Tevens won de presentator in dat jaar (Tim Hofman) ook de Televizier-Ster Presentator en de Televizier-Ster Online-videoserie (BOOS).

### Dutch Reality Award
In december 2024, tijdens de tweede editie van de Dutch Reality Awards, werd het programma uitgeroepen tot Beste reality programma.

## Deelnemers

### Seizoen 1 (2006)
| Deelnemer | Overleden         | Soort ziekte       |
| --------- | ----------------- | ------------------ |
| Elmar     | 4 oktober 2005    | Kraakbeenkanker    |
| Fedde     | 11 maart 2006     | Tumor in het hoofd |
| Geja      | 13 september 2005 | Melanoomkanker     |
| Karin     | 7 december 2005   | Longkanker         |
| Wiebe     | 6 augustus 2017   | Non-Hodgkin        |

### Seizoen 2 (2008)
| Deelnemer | Overleden        | Soort ziekte      |
| --------- | ---------------- | ----------------- |
| Emmy      | 4 november 2009  | Borstkanker       |
| Gwendo    | 10 maart 2008    | Teelbalkanker     |
| Karina    | 5 december 2008  | Weke-delen kanker |
| Margreet  | 23 februari 2008 | Borstkanker       |
| Patrick   | 25 oktober 2007  | Hersentumor       |

### Seizoen 3 (2010)
| Deelnemer  | Overleden        | Soort ziekte            |
| ---------- | ---------------- | ----------------------- |
| Bob        | 4 juli 2012      | Hodgkin 2b Unfavourable |
| Lonneke    | 29 december 2011 | Borstkanker             |
| Maartje    | 6 december 2009  | Borstkanker             |
| Pieter Jan | 27 december 2008 | Botkanker               |
| Sandra     | 2 februari 2009  | Eierstokkanker          |

### Seizoen 4 (2012)
| Deelnemer | Overleden        | Soort ziekte     |
| --------- | ---------------- | ---------------- |
| Amber     | 18 januari 2012  | Asbestkanker     |
| Jip       | 28 februari 2012 | Botkanker        |
| Marieke   | 5 maart 2012     | Eierstokkanker   |
| Mehtap    |                  | Ruggenmergkanker |
| Ronald    | 28 maart 2013    | Darmkanker       |

### Seizoen 5 (2014)
| Deelnemer | Overleden         | Soort ziekte   |
| --------- | ----------------- | -------------- |
| Annemiek  | 29 september 2013 | Galwegkanker   |
| Mark      | 6 april 2014      | Melanoomkanker |
| Max       | 9 september 2013  | Acute Leukemie |
| Sanne     | 26 juli 2013      | Hersentumor    |
| Sylvia    | 26 maart 2014     | Eierstokkanker |

### Seizoen 6 (2016)
| Deelnemer | Overleden         | Soort ziekte         |
| --------- | ----------------- | -------------------- |
| Ariejanne | 21 februari 2016  | Baarmoederhalskanker |
| Chelsea   |                   | PSMA                 |
| Edgar     | 30 december 2016  | Longkanker           |
| Eveline   | 27 september 2016 | Baarmoederhalskanker |
| Mathijs   | 23 september 2015 | Botkanker            |

### Seizoen 7 (2017-2018)
| Deelnemer | Overleden         | Soort ziekte        |
| --------- | ----------------- | ------------------- |
| Daan      | 17 augustus 2017  | Hersentumor         |
| Gerrianne | 6 juli 2016       | Tumor in weke delen |
| Jermaine  | 14 september 2017 | Hersentumor         |
| Tom       | 27 juni 2018      | Botkanker           |

### Seizoen 8 (2020)
| Deelnemer | Overleden       | Soort ziekte         |
| --------- | --------------- | -------------------- |
| Alex      |                 | Hersentumor          |
| Fabienne  | 26 mei 2019     | Tumor achter oog     |
| Jeroen    | 3 augustus 2020 | Hersentumor          |
| Lotte     | 7 november 2019 | Baarmoederhalskanker |
| Mirjam    | 9 augustus 2018 | Baarmoederhalskanker |

### Seizoen 9 (2022)
| Deelnemer | Overleden       | Soort ziekte |
| --------- | --------------- | ------------ |
| Francis   | 4 februari 2024 | Hersentumor  |
| Irene     | 2 december 2022 | Borstkanker  |
| Jip       |                 | Hersentumor  |
| Kiki      | 14 juli 2021    | Leverkanker  |
| Patrick   | 26 oktober 2020 | Darmkanker   |
| Roy       |                 | Hersentumor  |

### Seizoen 10 (2024)
| Deelnemer | Overleden        | Soort ziekte   |
| --------- | ---------------- | -------------- |
| Eva       | 30 november 2024 | Longkanker     |
| Jeffrey   | 13 november 2023 | Darmkanker     |
| Jegor     |                  | Hersentumor    |
| Maaike    |                  | Melanoomkanker |
| Zoë       | 4 maart 2023     | Botkanker      |